# Chip (rapper)
Jahmaal Flyffe, (Tottenham, Inglaterra, 26 de Novembro de 1990) conhecido pelo seu nome artístico, Chipmunk é um cantor e compositor de hip hop e música grime. Tinha decidido adoptar Mr. Munk, mas o seu nome artístico acabou por ficar registado como Chipmunk. Ganhou no MOBO Awards na categoria de "Best UK Newcomer", em 2008. Na mesma cerimónia, mas no ano seguinte, também venceu na categoria "Best Hip-Hop Act", competindo com outros rappers como, Jay-Z, Kanye West e Eminem.

## Carreira artística

### 2009 - presente:I Am Chipmunk
Chipmunk lançou o seu álbum de estreia, I Am Chipmunk a 12 de Outubro de 2009. Inclui a reedição dos singles "Beast", "Chip Diddy Chip", "Diamond Rings" e "Oopsy Daisy". Esta última, estreou na primeira posição da UK Singles Chart e UK R&B Chart, um dia depois do lançamento do álbum. Atingiu ainda a segunda posição na tabela musical oficial, UK Album Charts.

## Discografia
"Look For Me", foi escolhido como próximo single de I Am Chipmunk, a ser lançado a 28 de Dezembro de 2009.